# Термин (божество)
Термин (лат. Terminus) — у древних римлян божество границ, под покровительством которого состояли пограничные камни и столбы, стелы, считавшиеся священными. Отсюда вторичное, последующее значение слова: термин (лат. terminus — предел, граница).
Введение и упорядочение культа Термина приписывается преданием Титу Тацию, освятившему пограничный камень на Капитолии, и Нуме, учредителю Терминалий, которые праздновались в конце древнеримского года. В связи с этим Нуме приписывается разделение области на участки (лат. pagi), состоявшие из совокупности посёлков и дворов и объединённые общим управлением и культом. При этом было установлено, что тот, кто выкопает пограничный камень, вместе с волами подлежит проклятию. Формула этого установления сохранилась до нашего времени в обломках найденной в мае 1899 года на форуме надписи (lapis niger), принадлежащей к древнейшим остаткам латинского языка. Культ Термина на Капитолии, согласно легенде, существовал до построения капитолийского храма Юпитера. Наряду с Капитолийским Термином существовал ещё исконный римский Термин, изображение которого находилось на форуме.
При постановке пограничных камней соблюдались следующие обряды:

Прежде всего, камни ставились близ ям, в которые их предстояло опустить, натирались мазью и украшались повязками и венками. Затем в ямах приносились и сжигались жертвы. Дно ям орошалось кровью жертвенных животных и усыпалось курительными веществами и полевыми плодами в соединении с мёдом и вином. Когда жертвенное животное обращалось в пепел, камни ставились на горячие головни и остатки сгоревшей жертвы и с величайшею аккуратностью устанавливались в ямы. При этом обряде должны были присутствовать владельцы тех участков, которые размежёвывались означенными пограничными камнями. При праздновании сельских терминалий пограничные камни украшались венками, и над ними приносили жертвы, обыкновенно бескровные; в празднестве принимали участие все члены семейства. Допускались и кровавые жертвы: закалывались телята или поросята, и их кровью окроплялся пограничный камень. Праздник носил весёлый, мирный характер: жители соседних посёлков собирались для общего пира, пели песни, посвящённые Термину, как установителю границ и примирителю вражды и споров. Те же обряды совершались на Капитолии, на древней границе городской территории и в роще Терминов на Лаврентинской дороге (в 9 верстах от Рима).